# Paul Pascon
Paul Pascon (Fès, 13 aprile 1932 – Mauritania, 21 aprile 1985) è stato un sociologo marocchino di origine francese. Studiò approfonditamente la società rurale marocchina e lo sviluppo conosciuto dal Marocco in ambito economico nel corso della fase coloniale e in seguito all'indipendenza.

## Biografia
Nacque a Fès da famiglia francese di identità pied-noir stabilitasi in Marocco da due generazioni. Il nonno si era stabilito in Marocco dopo la prima guerra mondiale, acquistando un terreno. Un altro suo antenato aveva combattuto la guerra del Rif. Nel corso della seconda guerra mondiale, i genitori vennero incarcerati per attività di opposizione al governo di Vichy. Studiò al Liceo Gouraud a Rabat, laureandosi poi in scienze naturali e sociologia. In seguito alla fine del protettorato francese in Marocco, Pascon decise di rimanere nel paese natale, acquisendo la cittadinanza marocchina nel 1964. Due dei suoi figli morirono nella guerra del Sahara occidentale. Morì in un incidente stradale in Mauritania.